# Isla Cochrane
Isla Cochrane är en ö i Chile.   Den ligger i regionen Región de Magallanes y de la Antártica Chilena, i den södra delen av landet. Arean är 519 kvadratkilometer.
Terrängen på Isla Cochrane är kuperad. Öns högsta punkt är 843 meter över havet. Den sträcker sig 37,0 kilometer i nord-sydlig riktning, och 38,9 kilometer i öst-västlig riktning.
Växtligheten på Isla Cochrane består i huvudsak av gräsmarker.